# Franco Columbu
Franco Columbu (ur. 7 sierpnia 1941 w Ollolai na Sardynii, zm. 30 sierpnia 2019 w San Teodoro) – włoski kulturysta (dwukrotny Mr. Olympia), strongman, trójboista siłowy i aktor.

## Życiorys

### Wczesne lata
Urodził się na prowincji Sardynii, w biednej pasterskiej rodzinie. W młodości amatorsko trenował boks oraz podnoszenie ciężarów. Później zajął się kulturystyką i w tej dyscyplinie osiągnął największe sukcesy.

### Kariera
Columbu swoją karierę sportową rozpoczynał od podnoszenia ciężarów. W trójboju olimpijskim (rwanie, wyciskanie, podrzut) uzyskiwał w kategorii półciężkiej 420 kg. (140+120+160). W połowie XX w., kiedy kulturystyka nie miała jeszcze statusu samodzielnej dyscypliny sportowej, konkursy kulturystyczne rozgrywano na zawodach w podnoszeniu ciężarów i to właśnie tą drogą (jak i większość ówczesnych kulturystów) Columbu trafił do kulturystyki. Swój pierwszy poważny sukces w tej dyscyplinie odniósł w 1966 roku na mistrzostwach Europy (Mr. Europe) zajmując IV miejsce.
W następnych latach na mistrzostwach Europy i świata zajmował pierwsze miejsca w swojej kategorii lub w konkurencji „największa muskulatura”. Do jego największych sukcesów w kulturystyce amatorskiej należało zdobycie w kategorii open tytułów Mr. Europe w Essen i Mr. Universe w Belgradzie w roku 1970. Po przejściu do grona zawodowców był. m.in. Dwukrotnym mistrzem świata zawodowców federacji IFBB – Mr. Olympia – w 1976 i 1981 roku. Był na okładkach „Kraft Sport Revue” (1968), „Muscular Development” (w grudniu 1969), „Muscle Builder & Power” (w kwietniu 1970, w lutym 1971 i w lutym 1972 z Arnoldem Schwarzeneggerem, w maju 1973, w październiku 1977), „Muscle & Fitness” (w kwietniu 1981), „Muscle Digest” (w lutym 1982), „Iron Man” (w maju 1982) i „Flex” (w czerwcu 1992 z Arnoldem Schwarzeneggerem).
W 1976 wycofał się ze startów i poświęcił studiom paramedycznym. W 1977 ukończył Cleveland Chiropractic College i od tego momentu podawał się za specjalistę i autorytet w dziedzinie chiropraktyki opartej na kulturystyce. W 1982 uzyskał doktorat z teorii żywienia. W Santa Monica prowadził firmę specjalizującą się w medycynie sportowej opartej właśnie na chiropraktyce.
Trafił do filmu za sprawą Arnolda Schwarzeneggera, swojego wieloletniego przyjaciela i partnera treningowego. Wystąpił obok Schwarzeneggera w takich produkcjach jak: Niedosyt (1976), Kulturyści (1977), Conan Barbarzyńca (1982), Terminator (1984) czy Uciekinier (1987), a także serialu Ulice San Francisco. Był też wówczas osobistym trenerem Sylvestra Stallone’a podczas realizacji dramatu sportowego Rocky II (1979) oraz kaskaderem na planie Egzekutora (1996). Spróbował swoich sił jako reżyser filmu sensacyjnego Doublecross on Costa's Island (1997) z udziałem Franka Stallone i Williama Smitha, a także scenarzysta i producent filmowy.
Razem z Arnoldem Schwarzeneggerem prowadzili wspólne treningi oraz brali udział w prestiżowych zawodach, a także wystąpili w kilku filmach. Pomimo że byli rywalami w sporcie, zawsze pozostawali w dobrych stosunkach. Był współautorem książek: Weight Training and Bodybuilding: A Complete Guide for Young Athletes, Franco Columbu’s Complete Book of Bodybuilding i The Bodybuilder’s Nutrition Book.
W 1983 roku został włączony do włosko-amerykańskiej Galerii Sław (Hall of Fame).
30 sierpnia 2019 w wieku 78 lat utonął u wybrzeży Włoch w wyniku ataku serca.

## Tytuły w kulturystyce
- 1966: Mr. Europe, 4. miejsce
- 1968: NABBA Mr. Universe (największa muskulatura)
- 1969: IFBB Mr. Europe (kategoria średnia)
- 1969: NABBA Mr. Universe (najbardziej muskularny)
- 1969: NABBA Mr. Universe (kategoria krótka)
- 1969: IFBB Mr. Universe (kategoria krótka)
- 1970: IFBB Mr. Europe (kategoria krótka i średnia)
- 1970: AAU Mr. World (Pro Short)
- 1970: IFBB Mr. World (kategoria krótka)
- 1970: IFBB Mr. Universe (kategoria krótka i średnia)
- 1971: IFBB Mr. Universe (kategoria krótka i średnia)
- 1971: IFBB Mr. World (kategoria krótka i średnia)
- 1974: Mr. Olympia (kategoria lekka)
- 1975: Mr. Olympia (kategoria lekka)
- 1976: Mr. Olympia (kategoria lekka i ogólna)
- 1981: Mr. Olympia
- 2009: Arnold Classic za całokształt

## Tytuły trójboju
Columbu z racji podnoszenia ciężarów trenował również trójbój siłowy. Jego rekordy życiowe i tytuły w tej dyscyplinie są następujące:
- wyciskanie: 205 kg
- przysiad: 302,5 kg
- „martwy ciąg”: 315 kg

W sumie stanowiło to 822,5 kg przy masie ciała zaledwie 80 kg.
- Mistrz Włoch
- Mistrz Niemiec
- Mistrz Europy

Wymiary
- wzrost: 164 cm[4]
- masa: 80 kg[4]
- biceps: 47 cm
- klatka piersiowa: 134 cm
- udo: 63 cm
- łydka: 47 cm

## Mistrzostwa Świata Strongman
- 1977: pierwsze w historii mistrzostwa świata strongmanów – V miejsce

## Filmografia
- 1976: Niedosyt (Stay Hungry) Franco Orsini
- 1977: Pumping Iron (Kulturyści) w roli samego siebie
- 1977: Ulice San Francisco (The Streets of San Francisco) jako kulturysta w konkursie w San Francisco
- 1980: The Hustler of Muscle Beach (TV) w roli samego siebie
- 1980: The Comeback w roli samego siebie
- 1982: Conan Barbarzyńca (Conan The Barbarian) jako piktyjski zwiadowca
- 1984: Terminator (The Terminator) jako Terminator w przyszłości
- 1987: Uciekinier (The Running Man) jako 911 inspektor bezpieczeństwa # 2
- 1987: Last Man Standing jako Batty
- 1987: Miasto cieni (City of Shadows) – producent wykonawczy
- 1988: Pee-wee Herman w cyrku (Big Top Pee-wee) jako Otto Strongman
- 1990: Opowieści z krypty jako asystent doktora
- 1993: Il ritmo del silenzio jako Nerescu (także producent wykonawczy)
- 1994: Wyspa Beretta (Beretta's Island) jako Franco Armando Beretta (także scenariusz i producent))
- 1995: Taken Alive jako Enrico Costa (także scenariusz i producent)
- 1996: Egzekutor (Eraser) – kaskader
- 1997: Doublecross on Costa's Island jako Enrico Costa (także reżyser i producent)
- 1997: Salomon (Solomon, TV) – koordynator kaskaderów
- 1999: I stanie się koniec (End of Days) – akrobacje kaskaderskie
- 2003: Ancient Warriors jako Aldo Paccione (także producent)
- 2011: Dreamland: La terra dei sogni jako Frank Graziani
- 2015: One More Round jako trener